# Bidla Buh
Bidla Buh ist ein 1998 in Hamburg gegründetes Musikertrio, bestehend aus Hans Torge Bollert (Gesang, Trompete, Akkordeon und diverse andere Instrumente), Olaf Klindtwort (Gitarre und Refraingesang), Jan-Frederick Behrend (Schlagwerk und Effekte). Die Hamburger Gruppe benannte sich nach dem Lied „Bidla Buh“ von Georg Kreisler und spielt Musik-Comedy im Stil der 1920er und 1930er Jahre.
Die drei Musiker studierten jeweils auf der Hochschule für Musik und Theater Hamburg, lernten sich dort kennen und gründeten nach dem Studium Bidla Buh.

## Mitglieder
- Hans Torge Bollert (* ca. 1972[3]), aufgewachsen in Schierensee,[4] ehemaliges Mitglied des Kieler A-Cappella-Quartetts Take Four,[4] studierte Trompete an der Hochschule für Musik und Theater Hamburg,[5] Mitglied des Hamburger Blechblas-Quartetts Die Geheimräte[5]
- Olaf Klindtwort, studierte am Hamburger Konservatorium und an der Hochschule für Musik und Theater Hamburg,[6] Leiter der Big Band des Walddörfer-Gymnasium,[6] Gitarrenlehrer in Hamburg[7]
- Jan-Frederick Behrend (* 1976 in Hamburg), Gründungsmitglied von ElbtonalPercussion, studierte Schlagzeug an der Hochschule für Musik und Theater Hamburg, 2003 bis 2006 Lehrbeauftragter in Hamburg, seit 2013 Lehrbeauftragter an der Hochschule für Musik und Theater Rostock, seit 2022 dort Honorarprofessor[8]

## Alben
- 2002: Die Männer sind schon die Liebe wert
- 2006: Fracksausen
- 2013: Best of Bidla Buh

## Auszeichnungen
- 2002: Sonderpreis beim Koblenzer Gaukler- und Kleinkunst-Festival
- 2008: Tuttlinger Krähe
- 2008: St. Ingberter Pfanne (Extrapreis)
- 2009: Herborner Schlumpeweck (2. Platz)
- 2009: Hölzerner Besen, Stuttgart
- 2011: Rheingau Musikpreis